# Kaxgar (prefectuur)
Kaxgar of Kashgar (ook Kasjgar of Qashqar, oorspronkelijk Kāš)  is een prefectuur in de autonome regio Xinjiang in de Volksrepubliek China. Het heeft een oppervlakte van 139.077 km². 